# Óscar Coello

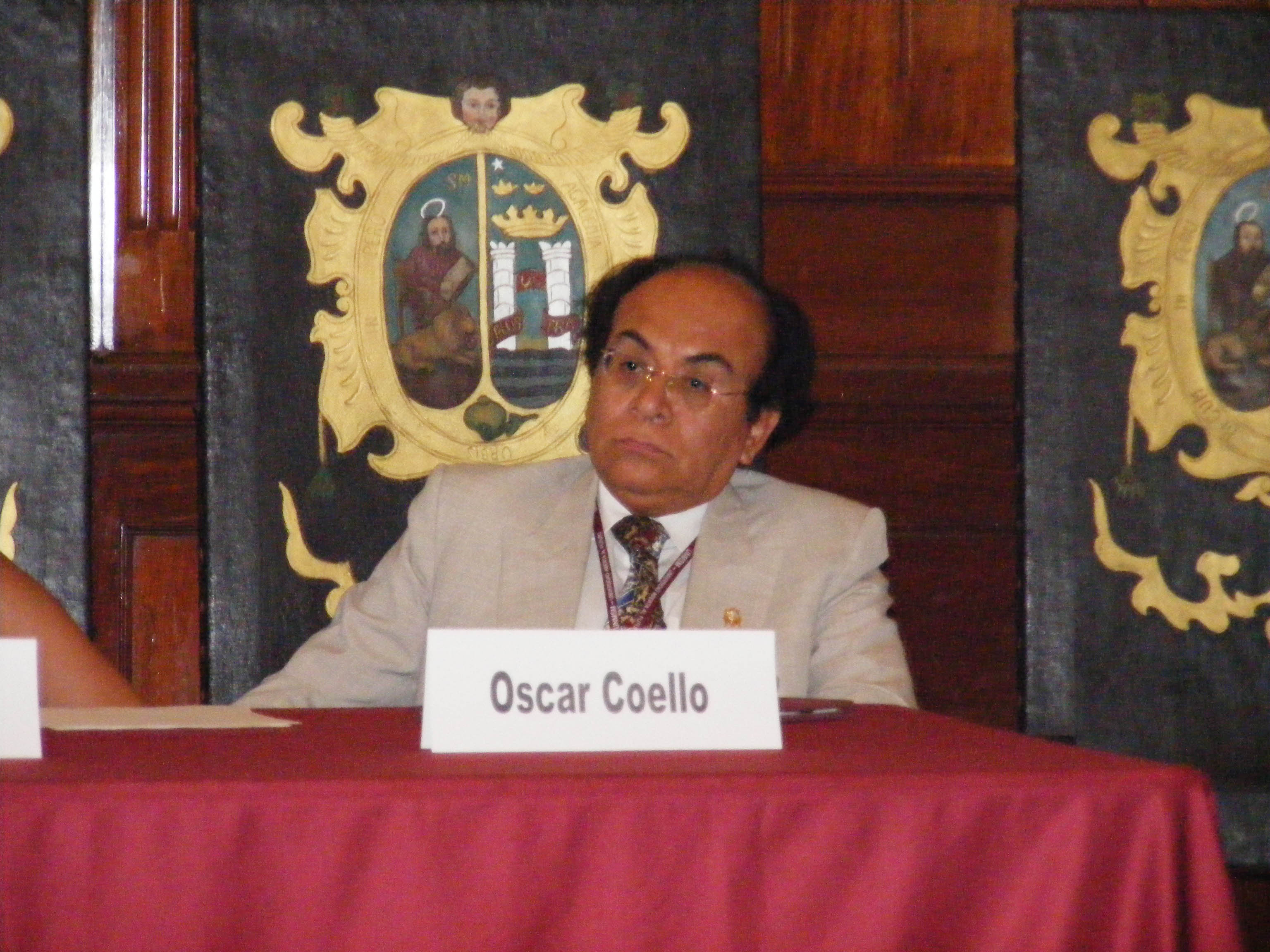
Oscar Coello (2009)

Óscar Coello Cruz (* 15. April 1947 in Piura) ist ein peruanischer Poet, Professor und Literaturkritiker. Er ist Hauptdozent für exklusive Widmung an der Universidad Nacional Mayor de San Marcos, in der Fakultät für Literatur und Humanwissenschaften und lehrt die Kurse hispanoamerikanische Literatur (XVI und XVII) sowie kastilische Rhythmik.

## Biographie
Óscar Coello wurde als Sohn von Andrés Coello Balda und Crescencia Cruz Villegas geboren. Er besuchte die Schule San Miguel de Piura und studierte in der Lehranstalt Universidad Nacional Mayor de San Marcos, wo er erfolgreich seinen Bachelor und ebenfalls die Lizenz in Hispanische Literatur erfolgreich absolvierte. Nach seinem Master-Abschluss an der Pontificia Universidad Católica del Perú, entschied er zu promovieren, um anschließend den Doktortitel in peruanischer und lateinamerikanischer Literatur von der Universidad Mayor de San Marcos zu erhalten.

## Werke
Im Jahr 1979 veröffentlichte Coello seinen ersten Gedichtband mit dem Titel De dunas, ostras y timbres, mit einem Prolog von Washington Delgado Tresierra, anschließend 1980 Cielo de este mundo mit einer Vorstudie von Manuel Pantigoso.
Auf dem Gebiet der Literaturwissenschaft sind folgende Bücher veröffentlicht worden: El Perú en su literatura (1983), Los inicios de la poesía castellana en el Perú (1. Auflage 1999, 2. Auflage 2001), Los orígenes de la novela castellana del Perú: La toma del Cuzco (1539) (1. Auflage 2008).
Er veröffentlichte außerdem zahlreiche Universitätstexte, darunter Nuestro Castellano (1994), Arte y gramática de nuestro castellano (1995) und Manual de semiótica clásica (2007).

## Los inicios de la poesía castellana en el Perú/ Die Anfänge der kastilischen Poesie in Peru
1999 erschien eine der detailliertesten und vollständigsten Studien über die ersten in spanischer Sprache verfassten poetischen Texte der peruanischen Literatur des 16. Jahrhunderts. In dem Buch Los inicios de la poesía castellana en el Perú findet man die Organisation der Anfangszeit der kastilischen Poesie in Peru; das neben anderen Erfolgen, ein Hauptwerk der ersten peruanischen Literaturen richtig lokalisiert: El poema del descubrimiento del Perú (Das Gedicht der Entdeckung Perus), von Diego de Silva y Guzmán, geschrieben 1538 in Cuzco, enthält 283 Strophen, und gilt als der erste Gedichtband Perus und Amerikas.
Im Zusammenhang mit dem Werk von Diego de Silva y Guzmán findet man Studien und Ausgaben von den 21 realen Coplas von Francisco de Jerez, die 1534 in Sevilla veröffentlicht wurden, von den Gedichten von Alonso Enriquez de Guzman; und auch von Romanen und traditionellen Coplas aus den ersten Tagen der Entdeckung Perus. In diesem Sinne korrigierte Coello mit diesem Werk endgültig die falsche Vorstellung, dass die Coplas der Isla del Gallo die ersten Beispiele für die Poesie der Gründung Perus seien.

## Auf der Suche nach den Ursprüngen des Romans in Peru:La toma del Cuzco (1539)
Oscar Coellos Forschungen über die peruanische Literatur des 16. Jahrhunderts wurden durch das Werk Los orígenes de la novela castellana en el Perú: La toma del Cuzco (1539) stark bereichert. Diego de Silva y Guzmán, der Sohn von Feliciano de Silva – ein Romancier ritterlicher Bücher, auf den Miguel de Cervantes in Don Quijote anspielt – schrieb nicht nur im Jahr 1538 das Gedicht El poema del descubrimiento del Perú, sondern ein Jahr später erarbeitete er eine Geschichte über den Aufstand des Manco Inca und die Belagerung von Cuzco im Jahr 1536 sowie den Streit zwischen Almagristas und Pizarristas um die heilige Stadt der Inkas.
Dieser Text, der alle charakteristischen Merkmale aufweist, was wir heute als Roman verstehen, distanziert sich von den Ritterbüchern der damaligen Zeit, insofern als seine Figuren zur Geschichte der Ereignisse gehören, die sich ereignet haben (genau wie der historische spanische Originalroman, der von Menéndez y Pelayo so genannt wurde); und er nähert sich den alten mittelalterlichen epischen Altgesängen, deren Figuren manchmal ganz als Wesen der Wirklichkeit durchgehen.

## Peruanische Klassiker
Im Jahr 2016 nahm die Peruanische Akademie für Sprache die Werke von Diego de Silva y Guzmán, das Gedicht El poema de la conquista del Perú (1538) sowie La toma del Cuzco (1539) in ihre Sammlung peruanischer Klassiker auf. Die Ausgabe, die Präsentation und die Notizen wurden von Oscar Coello geleitet.